# Nigar Arpadarai
Nigar Arpadarai, née le 17 janvier 1982, est une femme politique azerbaïdjanaise. Elle a été élue aux élections parlementaires azerbaïdjanaises de 2020. 
Elle a succédé à Chamsaddin Hadjiyev.

## Vie privée
Elle est mariée et a deux enfants.